# Гай Фабрицій Лусцін
Гай Фабрицій Лусцін Одноокий (лат. Gaius Fabricius Luscinus; ? — після 273 до н. е.) — політичний, державний та військовий діяч Римської республіки, консул 282 і 278 років до н. е.

## Життєпис
Походив з впливового плебейського роду Фабриціїв.
Вперше згадується стосовно подій 284 року до н. е., коли Гая Фабриція було призначено послом до Таренту та союзних з ним містам. Йому вдалося укласти мирний договір, зруйнувавши антиримський союз етрусків, умбрів, галлів та тарентійців.
У 282 році до н. е. його обрано консулом разом з Квінтом Емілієм Папом. Під час своєї каденції вдало воював із самнітами, луканами та бруттіями. Звільнив місто Фурії від самнітів і взяв настільки багату здобич, що після покриття всіх витрат до скарбниці ще було передано 400 талантів. Він дійшов до міста Регіум (на півдні Італії) і залишив там гарнізон для захисту римських інтересів.
У 280 році до н. е. Фабрицій як легат консула, брав участь у битвах при Гераклеї та Аскулумі. Згодом вів з Пірром перемовини стосовно видачі військовополонених. Це посольство до Пірра стало легендарним. Пірр, за переказами, запрошував його перейти до нього на службу і пропонував йому величезні скарби, але Лусцін відмовився.
У 278 році до н. е. вдруге обрано консулом знову разом з Квінтом Емілієм Папом. Зрадник пропонував йому отруїти Пірра, але Фабрицій відмовився. Після відходу Пірра з Італії до Сицилії успішно воював з луканами, бруттіями, самнітами, Тарентом. За свої досягнення наприкінці року отримав від сенату тріумф. З Гераклеєю Гай Фабрицій уклав союз.
У 275 році він став цензором знову разом з Квінтом Емілієм Папом. Під час своєї каденції боровся проти розкошів, зокрема вигнав з сенату Публія Корнелія Руфіна.
З огляду на те, що Гай Фабрицій Лусцін був людиною простою, чесною і некорисною, тому на момент смерті (приблизно між 273 та 271 роками до н. е.) не мав значних статків. Римська республіка від себе надала посаг його донькам. На знак особливої відзнаки йому і його нащадкам дали право бути похованими в самому Римі.